# Gorzynek jednobarwny
Gorzynek jednobarwny (Chloropipo unicolor) – gatunek małego ptaka z rodziny gorzykowatych (Pipridae). Występuje na wschodnich stokach Andów, od Ekwadoru po Peru. Nie jest zagrożony wyginięciem.

## Taksonomia
Po raz pierwszy gatunek opisał Taczanowski w wydanym w 1884 dziele Ornithologie du Pérou. Holotyp gorzynka jednobarwnego pochodził z Amable María, z okolic rzeki Tumulayo w regionie Junín w Peru. Międzynarodowy Komitet Ornitologiczny uznaje gatunek za monotypowy.

## Morfologia
Długość ciała wynosi 11,5–14 cm, masa ciała – 15,2–16,5 g. Wymiary szczegółowe holotypu: długość skrzydła 75 mm, ogona – 48 mm, dzioba – 13 mm, skoku – 13 mm. Występuje dymorfizm płciowy. Samiec posiada czarne upierzenie. Z wierzchu owa czerń ma odcień niebieskawy, od spodu – bardziej matowy; tę monotonię urozmaicają białe pokrywy podskrzydłowe. Samica jest jednolicie smolista po ciemnooliwkową, na brzuchu i gardle bardziej szara. Obrączka oczna, mimo że jest jasna, nie wyróżnia się. U obu płci tęczówki są albo ciemnobrązowe, albo czarne.

## Ekologia
Środowiskiem życia gorzynka jednobarwnego jest podszyt wilgotnych lasów, zarówno tych tropikalnych, jak i górskich. Prawdopodobnie jak inni przedstawiciele rodzaju odwiedza owocujące drzewa na skrajach lasu. Był widziany przy zjadaniu białych jagód, poza tym brak informacji.
Brak informacji o lęgach. Trzy osobniki (obojga płci) złapane w sierpniu w południowo-wschodnim Peru miały nieco powiększone gonady.

## Status zagrożenia
IUCN uznaje gorzynka jednobarwnego za gatunek najmniejszej troski nieprzerwanie od 1988 (stan w 2021). Liczebność populacji nie została oszacowana, ale ptak ten opisywany jest jako dość pospolity, ale rozmieszczony plamowo. BirdLife International ocenia trend populacji jako spadkowy ze względu na wycinkę lasów. Ponadto szacuje zasięg występowania na ok. 596 tys. km².